# Dynomutt, Dog Wonder
Dynomutt, Dog Wonder (br: Dinamite, o Bionicão) é uma série de desenho animado dos Estados Unidos com produção Hanna-Barbera. A série foi a ABC em 1976 e 1977, teve 20 episódios.

## Enredo
O milionário Radley Crown (semelhante a Bruce Wayne) e seu cachorro biônico Dinamite, passam o tempo em sua base de operações, a cidade de Big City, até serem alertados pelo Falco-Sinal. Eles imediatamente entram na Falco-Caverna (localizada na cobertura do apartamento) e se transformam respectivamente em Falcão Azul e Bionicão. Uma sátira bem escrachada às histórias de Batman e seu companheiro Robin.
Os dois travam lutas contra vilões perigosos e resolvem crimes que a polícia não conseguiu, mesmo com Dinamite mais atrapalhando do que ajudando. Dinamite possui os membros e o pescoço alongáveis e usa-os para fazer coisas que um cachorro normal não conseguiria. Além disso, possui uma arsenal de equipamentos eletrônicos que ele tenta usar no combate ao crime mas geralmente eles não funcionam bem e sempre atrapalham o Falcão.
Fez parte do show do Scooby-Doo lançado em 1976 sendo que os traços do próprio Dinamite são baseados nele. Aliás Scooby-Doo, um dos desenhos com maior número de episódios de toda a história foi usado como traço fundamental em vários outros desenhos de cachorros.
Outro dado importante sobre o desenho do Dinamite é que este foi o primeiro da história a escalar um personagem afro-descendente como um mandatário, no caso o prefeito.
No Brasil, muito da graça do personagem ficou a cargo da dublagem do hilariante Orlando Drummond, que além da própria voz do Scooby-doo interpretou personagens famosos na televisão, dentre eles o Seu Peru, da Escolinha do Professor Raimundo.

## Episódios[1]
Nomes originais (em inglês)

### Primeira temporada (1976 – 1977)
1. Everyone Hyde!
2. What Now, Lowbrow?
3. The Great Brain…Train Robbery
4. The Day And Night Crawler
5. The Harbor Robber
6. Sinister Symphony
7. Don't Bug Superthug
8. Factory Recall
9. The Queen Hornet
10. The Wizard Of Ooze
11. Tin Kong
12. The Awful Ordeal With The Head Of Steel
13. The Blue Falcon Vs. The Red Vulture
14. The Injustice League Of America
15. Lighter Than Air Raid
16. The Prophet Profits

### Segunda temporada (1977 – 1978)
- Parte integrante do bloco infantil Scooby's All-Star Laff-A-Lympics. Cada história consiste de 2 episódios de 11 minutos.

1. Beastwoman
2. The Glob
3. Madame Ape Face
4. Shadowman

## Dubladores[2]

### Nos Estados Unidos
- Bionicão: Frank Welker
- Falcão Azul/o milionário Radley Crown: Gary Owens
- F.O.C.O 1: Larry MacCormick
- Narrador: Ron Feinberg

### No Brasil
- Bionicão: Orlando Drummond
- Falcão Azul/o milionário Radley Crown: Nilton Valério
- F.O.C.O. 1: Isaac Bardavid
- Narrador: Sílvio Navas